# Retábulo de Schneeberg (Cranach)
O Retábulo de Schneeberg (ou Altar da Reforma de Schneeberg) é um retábulo alado luterano criado em 1539 por Lucas Cranach, o Velho, para a Igreja de São Wolfgang em Schneeberg na Saxônia, Alemanha. O retábulo foi encomendado em 1531-1532 pelo Eleitor da Saxônia João I da Saxônia e instalado na igreja em 1539, tornando-se o primeiro retábulo protestante da Reforma, que é considerado uma obra-prima de arte saxônica.